# Malpensa Express

Schéma de la ligne Malpensa Express MXP

Malpensa Express est une liaison ferroviaire en Lombardie, qui relie les gares de Milan Centrale, Milan Cadorna et Milan Porta Garibaldi à l'aéroport intercontinental de Milan Malpensa "Silvio Berlusconi" (code IATA : MXP - code OACI : LIMC).
Le Malpensa Express, géré par la compagnie publique régionale italienne Trenord, assure 147 trajets quotidiens entre 4h00 et 1h00, desservant 10 stations le long de la ligne de 49 km, s'arrête aux Terminaux 1 et 2 de l'aéroport de Malpensa. Le trajet dure 51 minutes.

## Histoire
Le Malpensa Express a été inauguré en mai 1999, en même temps que la mise en service du nouveau terminal de l'aéroport intercontinental de Milan Malpensa pour le Jubilé de l'an 2000 à Rome.
À l'origine, le Malpensa Express reliait la gare de Milan-Cadorna à celle de Malpensa, située sous le Terminal 1 de l'aéroport, desservant les gares de Milan Bovisa Politecnico, Saronno et Stazione di Busto Arsizio Nord|Busto Arsizio. La durée du trajet était de 40 minutes sur une plage allant de 5h00 à minuit, adaptée aux horaires des vols de l'aéroport. Le service était géré par Ferrovie Nord Milano - FNM jusqu'en 2006, date à laquelle la gestion a été transférée à sa filiale LeNord puis, le 3 mai 2011 à Trenord, filiale commune de Trenitalia et FNM.
Le 14 décembre 2008, une liaison sans arrêt entre les deux gares terminus, avec un temps de trajet de 34 minutes a été créée. La mise en service du nouveau tunnel ferroviaire de Castellanza, le 30 janvier 2010, a permis de réduire le temps de trajet entre les deux gares terminales à 29 minutes pour la liaison directe et à 36 minutes pour les liaisons avec desserte des gares sur le trajet.
Le 12 décembre 2010, à la suite de la réalisation d'un nouveau raccordement ferroviaire, la liaison depuis la gare de Milan-Centrale est mise en service, certaines rames desservant les gares intermédiaires de Milan Porta Garibaldi, Milan Bovisa Politecnico, Saronno, Rescaldina, Castellanza, Stazione di Busto Arsizio Nord|Busto Arsizio et Ferno-Lonate Pozzolo, avec une durée de trajet de 52 minutes. D'autres rames ne desservent que Milan Porta Garibaldi, Milan Bovisa, Saronno et Busto Arsizio avec une durée de trajet de 43 minutes.
À la suite de la fusion de LeNord avec la Division Régionale Passagers de Trenitalia le 3 mai 2011, le service Malpensa Express est géré par la nouvelle coentreprise Trenord.
Avec le nouvel horaire du 26 avril 2015, les liaisons directes sans arrêts intermédiaires entre Milan Cadorna et l'aéroport de Malpensa ont été supprimées.
Le 18 décembre 2016, la gare du Terminal 2 de l'aéroport, d'où partent et arrivent tous les vols de la compagnie aérienne low-cost EasyJet, qui en a l'usage exclusif, a été mise en service. La gare de l'aéroport de Malpensa a été rebaptisée Malpensa T1 et toutes les liaisons du Malpensa Express ont été prolongés de Malpensa T1 à Malpensa T2,.
Depuis le mois de mars 2020, le service a été soumis à des limitations et suspensions en raison de la pandémie de COVID-19, qui ont entraîné un confinement d'environ 2 mois sur l'ensemble du territoire italien et provoqué une forte baisse du trafic ferroviaire et aérien. Les liaisons ont progressivement repris leur pleine capacité avec l'assouplissement des conditions de circulation des trains après la pandémie. La gare de Malpensa T2 n'a été rouverte au trafic passagers que le 31 mai 2023, en même temps que le Terminal 2.
Toutes les gares de Milan sont reliées directement au réseau du Métro de Milan.

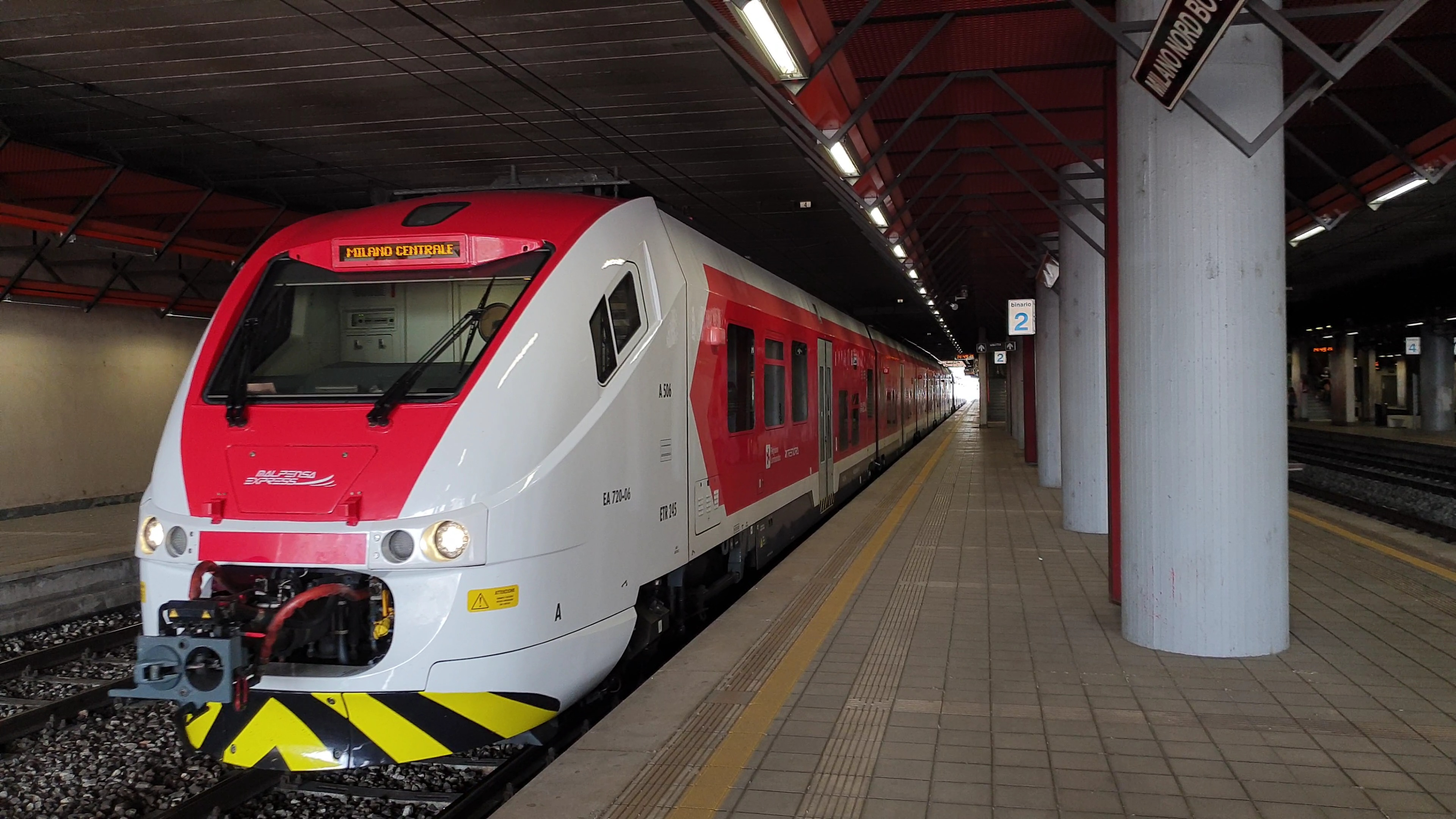
Nouvelle rame CSA (EA.720 / ETR.245) du Malpensa Express au départ de la gare de Milan Bovisa

### Matériel roulant
À l'origine, le Malpensa Express utilisait des rames à 2 étages TAF EA 761 du groupement AnsaldoBreda Tecnomasio Firema, avec une livrée dédiée, bordeaux, vert foncé et blanc crème. Les rames circulaient dans une composition à 4 caisses et avaient un aménagement intérieur conçu pour offrir un grand espace pour les bagages. Ces rames à 2 étages ne se sont pas révélées bien adaptées pour ce type de service. À partir de juin 2010, elles ont commencé à être remplacées par les nouvelles rames ETR.245 Convoglio Servizio Aeroportuale - CSA, dérivées du Coradia - Projet Minuetto mais avec 5 caisses au lieu de 3, classé EA720-train A501/50x sur réseau FNM et ETR 245 FM sur réseau RFI (premier ordre 01-06 ; deuxième ordre 07-14, introduit à partir de mars 2012 ), spécialement conçu pour ce type de desserte aéroportuaire, dans la même livrée bordeaux-gris-crème. Après les premiers mois de service passés sur la route depuis Milan Cadorna, à partir de juin 2011, les CSA ont été principalement utilisés sur la route depuis Milan Centrale. Depuis février 2012, certains TAF en livrée Trenord ont été introduits sur la ligne Milan Cadorna - Malpensa. Des TSR à trois voitures (R3) ou plus rarement à cinq voitures (R5) étaient également occasionnellement utilisées sur les deux lignes , en livrée Trenitalia XMPR , LeNord ou Trenord . Depuis fin 2012, sur les deux liaisons aéroportuaires, exclusivement des CSA sont employés en règle générale, en composition simple ou double ; en cas d'indisponibilité des CSA (qui sont parfois également utilisés sur les lignes de service suburbaines attestées à Cadorna), des ETR 425 ou TSR sont utilisés à leur place.